# Código ATC A16

## A16A Outros produtos para as vias digestivas e metabolismo

### A16AAAminoácidose derivados
A16AA01 Levocarnitina
A16AA02 Ademetionina
A16AA03 Levoglutamida
A16AA04 Mercaptamina
A16AA05 Ácido carglúmico
A16AA06 Betaína

### A16ABEnzimas
A16AB01 Alglucerase
A16AB02 Imiglucerase
A16AB03 Agalsidase alfa
A16AB04 Agalsidase beta
A16AB05 Laronidase
A16AB06 Sacrosidase*
A16AB07 Alglucosidase alfa
A16AB08 Galsulfase

### A16AX Produtos diversos do tracto alimentar e metabolismo
A16AX01 Ácido tióctico
A16AX02 Anetol tritiona
A16AX03 Fenilbutirato de sódio
A16AX04 Nitisinona
A16AX05 Acetato de zinco
A16AX06 Miglustato